# كرايغ ميلر (لاعب كرة الماء)
كرايغ ميلر (بالإنجليزية: Craig Miller)‏ هو لاعب كرة الماء أسترالي، ولد في 23 نوفمبر 1971.

## وصلات خارجية
- كرايغ ميلر على موقع الاتحاد الدولي للسباحة (الإنجليزية)
- كرايغ ميلر على موقع اللجنة الأولمبية الدولية (الإنجليزية)
- كرايغ ميلر على موقع أوليمبيديا (الإنجليزية)
- كرايغ ميلر على موقع اللجنة الأولمبية الأسترالية (الإنجليزية)